# Magyar Nők Demokratikus Szövetsége
A Magyar Nők Demokratikus Szövetsége (MNDSZ) 1945 és 1956 között működő, a Magyar Kommunista Párt kezdeményezésére létrejött szervezet.
Az MKP kezdeményezésére 1945. február 18-án alakult meg. A látszólag „pártonkívüli társadalmi szervezet” a nők helyzetének törvényes szabályozását követelte, a férfiakkal való teljes egyenjogúsítás alapján. 1946 elején hagyták jóvá szervezeti szabályzatát, amiben a munkás, paraszt, értelmiségi, háztartásbeli nők politikai és gazdasági problémáinak képviseletét, az intézményes anya- és gyermekvédelem előmozdítását, kulturális és oktatói feladatok ellátását jelölte meg fő feladatnak. 1945-ben „Asszonyok” címmel képes folyóiratot indított (1949-ig jelent meg). Az első két évben már mintegy 500 ezer tagja, és 500 vidéki csoportja volt.
1946-ig Budapesten és vidéken a szociális-egészségügyi munkákba kapcsolódtak be. A magas csecsemőhalandóság miatt anyatejgyűjtő és -elosztó állomásokat szerveztek, vándorkelengyéket gyűjtöttek és készítettek, vándorautó szervezettel  gyógy- és tápszereket vittek a rászorulóknak. Az éhezőket mozgókonyhákkal juttatták meleg ételhez. Több településen az iskolák, óvodák, egészségházak, kórházak helyreállításába kapcsolódtak be. A járványok elleni kampányként tetvetlenítési akciókat szerveztek, a feltornyosuló szemét elszállításában is részt vettek. Hadifogoly-szolgálatuk a vidéki pályaudvarokra érkező hadifogoly-vonatokat fogadta. Karácsonykor adományokat osztottak, szaktanfolyamokat szerveztek a nők nevelésére, felvilágosítására. 
Az első országos találkozó után (1946. április) már egyre inkább a KMP női szervezeteként működött, hiszen fő feladatnak már a reakció elleni küzdelmet, a közigazgatás megtisztítását, a szövetkezetek kiépítését, a széncsata támogatását tekintette. Elnöke 1949-ig Rajk Lászlóné, főtitkára 1949 és 1952 között Jóború Magda, majd Vass Istvánné volt.
1948-ban a többi női szervezetet is az MNDSZ-be kényszerítették, ezzel létre jött az MDP befolyása alatt álló egységes nőmozgalom, átvéve annak jelszavait. Nők Lapja néven képes hetilapot indítottak. 
A párt- és DISZ-szervezetek erősödésével azonban 1952 elején e szervezeteket felszámolták, s helyettük a szakszervezeten belül alakultak nőbizottságok. Az MNDSZ 1956-ban megszűnt, majd 1957-ben Magyar Nők Országos Tanácsa néven alakult újjá, s működött 1989-ig. 